# ميشلين غاري
ميشلين غاري (بالفرنسية: Micheline Gary)‏ هي ممثلة فرنسية، ولدت في 1 أكتوبر 1925 في Mimbaste ‏ في فرنسا.

## وصلات خارجية
- ميشلين غاري على موقع IMDb (الإنجليزية)
- ميشلين غاري على موقع ألو سيني (الفرنسية)
- ميشلين غاري على موقع أول موفي (الإنجليزية)
- ميشلين غاري على موقع قاعدة بيانات الأفلام السويدية (السويدية)
- ميشلين غاري على موقع قاعدة بيانات الفيلم (الإنجليزية)
- ميشلين غاري على موقع كينوبويسك (الروسية)